# ليوناردو مارتين ميليونيكو
ليوناردو مارتين ميليونيكو (بالإسبانية: Leonardo Martín Migliónico) (مواليد 31 يناير 1980 في مونتيفيديو - الأوروغواي) لاعب كرة قدم أوروغواياني يلعب حاليا لصالح نادي الدرجة الأولى ليفورنو الإيطالي منذ 2009 في مركز قلب الدفاع .

## روابط خارجية
- ليوناردو مارتين ميليونيكو على موقع الاتحاد الأوربي (الإنجليزية)
- ليوناردو مارتين ميليونيكو على موقع قاعدة بيانات كرة القدم.إي يو (الإنجليزية)
- ليوناردو مارتين ميليونيكو على موقع Soccerway.com (الإنجليزية)